# 埃兹拉·庞德

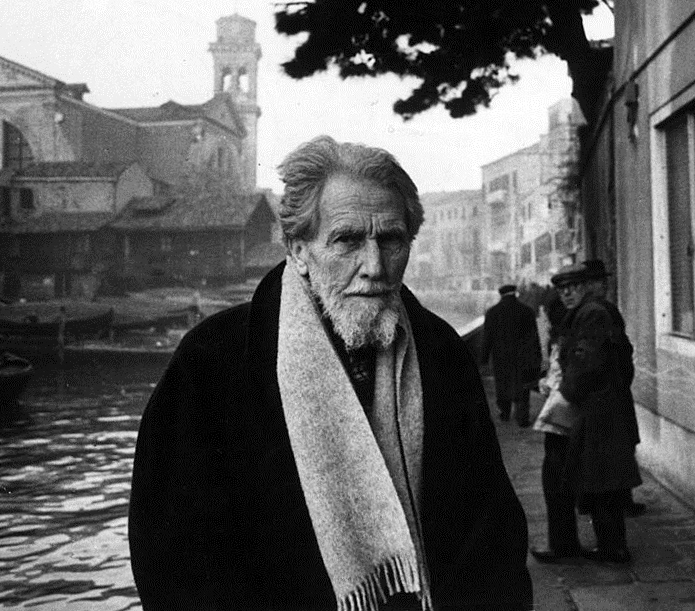
艾兹拉·庞德1963年于威尼斯

埃兹拉·庞德（英語：Ezra Pound，1885年10月30日—1972年11月1日），美国著名诗人、评论家，意象主義诗歌的主要代表人物。

## 生平
1885年，庞德出生于美国爱达荷州海莱市。21岁时获宾夕法尼亚大学文学硕士学位。在早年，他自稱要“成為全世界最通達詩的人”。
1909年前往伦敦，与当时在文坛上颇为活跃的T·E·休姆等人结识，庞德早期从事意象主義的写作便是受这些人的影响。1913年，F·S·福林特发表著名的意象派三点纲领（Imagisme），在两年后的《意象派诗选》的序言中，庞德又加了三条新原则：提倡用准确的日常语言，创造新的韵律以及自由选材。这些主张对现代自由体诗的发展起了重大的作用，而也为庞德之后改写现代派诗作了准备。
1917年，庞德参与温德汉·路易斯创办的《风暴》杂志中，以表现力量为目的，宣扬应该改革意象派创作上的弊陋，要求那些善于写作平淡和伤感性诗歌的诗人用有力的、有运动感的意象和节奏来创作。由于意见的相违，渐渐的庞德脱离出意象派，1917年之后他开始了现代派（modernism）的写作。除此之外，庞德还是一个热衷于介绍中国古典诗歌和哲学的翻译家，他自稱為儒者。经他改编并翻译了《神州集》、《诗经》、《论语》等儒家经典。
艾兹拉·庞德后期转向法西斯主义，在二战爆发之前，庞德就来到意大利，在当地组织了一个反美广播电台，支持墨索里尼。他被以叛国罪逮捕。他在好友的劝说下，通过装精神病人，躲过了叛国罪的审判，被关押在华盛顿伊丽莎白医院13年。期间他的诗歌大放异彩，获得了国家文学奖。后被释放。释放后，他又回到意大利并死在威尼斯。

## 著作
- 《神州集》（1915年）
- 《休·赛尔温·莫伯利》（1920年）
- 《诗章》（1916-1968年）
- 《漢字作為詩媒》（1935年，與歐内斯特·費諾羅薩合著）（The Chinese Written Character as a Medium for Poetry）
- 《美联储的秘密》揭露美国垄断金融势力的巨著，最后由他的好友尤斯塔斯·穆斯林完成出版

## 庞德与意象主义
1911年5月，希尔达·杜利特尔与诗人弗朗西斯·格雷格和格雷格的母亲一起从费城抵达伦敦。等到那年9月份他们再回来时，杜利特尔决定就此驻足。庞德把她介绍给了他的朋友，包括杜利特尔未来的丈夫诗人理查德奥尔丁顿。在他们结婚之前，三人住在肯辛顿（庞德住在 10号，Doolittle在 6号和Aldington在8号）， 并且在大英博物馆阅览室工作。
庞德定期与策展人兼诗人劳伦斯·宾扬在博物馆会面。宾扬向他介绍了东亚艺术和文学概念，并且以此启发了庞德后期的诗歌意象与技巧。博物馆的参观者书籍显示，1912年和1913年期间，庞德经常在印刷室检查日本浮世绘。这些浮世绘里，有的刻有日本的和歌，一种可能促成意象派构图技术的诗歌类型。这期间，庞德正在创作Ripostes（1912），诗歌风格也渐渐脱离了他早期作品的影子。在翻译的过程中，他渐渐意识到：翻译工作的难度并不是因为他对其他语言的了解程度不够，而在于他对英语的掌控能力不足：“我不是说要去使用一种语言来沟通，而是以一种语言思维来思考。”
1912年，住在Church Walk的庞德，奥尔丁顿和杜利特尔开始研究｢语言的想法」。一天下午，在大英博物馆的茶室裡，这三位学者决定发动一场名为意象主义的诗歌“运动”。 意象主义，庞德将在Riposte写到，“只关心语言和表达”。这个运动的目标是一种清晰感：而这目的恰好与抽象，浪漫主义，修辞，语序倒置以及过度使用形容词等手法产生不同。
他们就此制定了三个原则：
1.直接对待“事物”，无论是主观还是客观。
2.绝对不要使用无助于表达的词。
3.关于节奏：按照乐句的顺序组成，而不是按照节拍器的顺序。
多余的词语应当被避免使用，尤其是形容词。庞德写道，自然物体永远是“称职的象徵”。诗人不应该用平庸的诗句重新讲述散文中已经讲过的东西。
这个想法的实际行动在庞德的“在地铁站”（1913）中可见一斑，这首诗的灵感来自于他在巴黎地下铁的一段经历。他花费了一整年的时间来打磨这首诗，最后终于将其精华浓缩于到日式俳句的风格之中。尽管庞德的意象主义作品的确是缘起日本文化，但他的创作目标是去重新制作 ——或者像庞德所说的，“创新”——— 以及融合不同的文化风格，而不是直接无情地复制。

## 相關人物
- 吉川幸次郎

## 外部連結
- Lan, Feng. . Journal of Modern Literature. 2003, 27 (1/2): 79–89  [2024-10-13]. ISSN 0022-281X. JSTOR 3831837. （原始内容存档于2021-02-01）.